# John Walker (programator)
John Walker (n. 1949, Baltimore, America Britanică⁠(d), Regatul Marii Britanii – d. 2 februarie 2024, Neuchâtel, cantonul Neuchâtel, Elveția) a fost un programator american, autor și co-fondator al companiei de proiectare asistată de calculator Autodesk.

## Primele proiecte
În 1974/1975, Walker a scris software-ul ANIMAL⁠(d), care se auto-reproducea pe mașini UNIVAC 1100: acesta este considerat a fi unul dintre primii viruși de calculator.
Walker a fondat, de asemenea, compania de integrare hardware Marinchip. Printre alte lucruri, Marinchip a realizat în premieră translatarea a numeroase compilatoare de limbaje de programare pe platforme Intel.

## Autodesk
În 1982, John Walker și alți 12 programatori au pus împreună 59.000 de dolari pentru a iniția proiectul Autodesk (AutoCAD), și a început să lucreze la mai multe aplicații pe computer. Prima finalizată a fost AutoCAD, o aplicație software pentru proiectarea asistată de calculator (CAD). AutoCAD și-a început viața sub numele de InteractCAD, scris de programatorul Michael Riddle într-un limbaj proprietar; Walker și Riddle au rescris programul, și au convenit un acord de împărțire a profitului pentru orice produs derivat din InteractCAD. Walker i-a plătit ulterior lui Riddle 10 milioane dolari pentru toate drepturile.
Până la jumătatea anului 1986, compania a crescut la 255 de angajati, cu vânzări anuale de peste 40 de milioane de dolari. În acel an, Walker a demisionat din funcția de președinte al companiei, continuând să lucreze ca programator. În 1989, a fost publicată cartea lui Walker, Autodesk File. Acesta descrie experiențele sale la Autodesk, pe baza documentelor interne (în special e-mailuri) ale companiei.
Walker s-a mutat în Elveția în anul 1991. Prin 1994, când a demisionat din companie, aceasta era a șasea cea mai mare companie de software pentru calculatoare personale din lume, în principal datorită vânzărilor de AutoCAD. Walker deținea la acea dată acțiuni la Autodesk în valoare de circa 45 de milioane de dolari.

## Fourmilab
Walker s-a ocupat de proiecte personale, între care un generator hardware de numere aleatoare⁠(d) numit HotBits și un viewer pentru Pământ și Lună. El publica pe domeniul său personal, fourmilab.ch.

## În cultura populară
Interesul lui Walker față de viața artificială l-a determinat să-l angajeze pe Rudy Rucker, matematician și autor de science fiction, pentru a lucra la software de automate celulare. Ulterior, pe baza experienței sale de la Autodesk în Silicon Valley, Rudy a scris romanul The Hacker and the Ants⁠(d), în care unul dintre personaje este vag bazat pe John Walker.